# Palau (állam)
Palau a Karolina-szigetek legnyugatibb szigetcsoportjain helyezkedik el. Az államot 241 sziget alkotja, amelyből csupán 12 lakott. Nagyobb szigetei vulkanikus eredetűek, a kisebbek korallképződmények. A trópusi éghajlatú köztársaság elsősorban idegenforgalmáról nevezetes.

## Földrajz

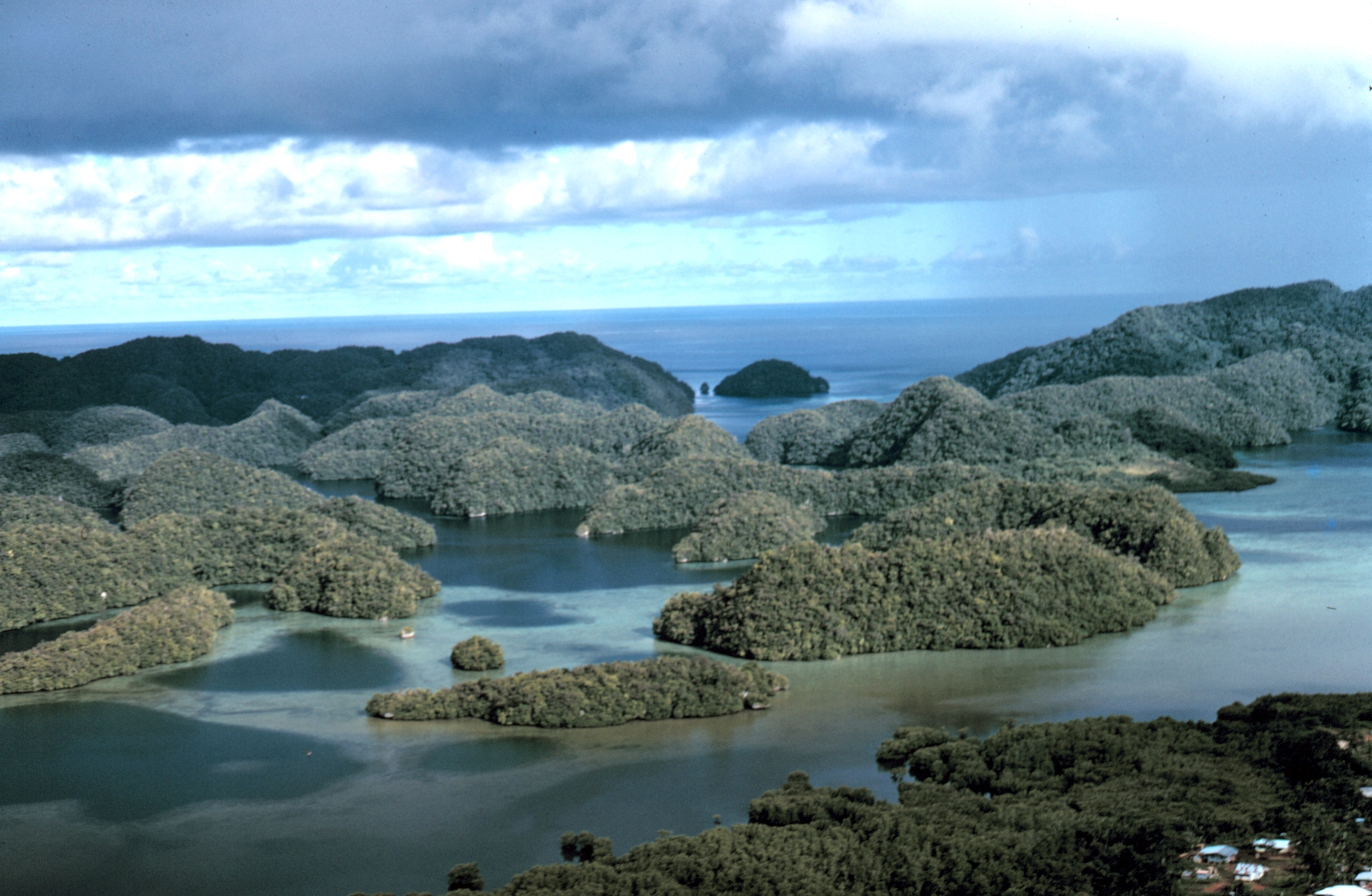

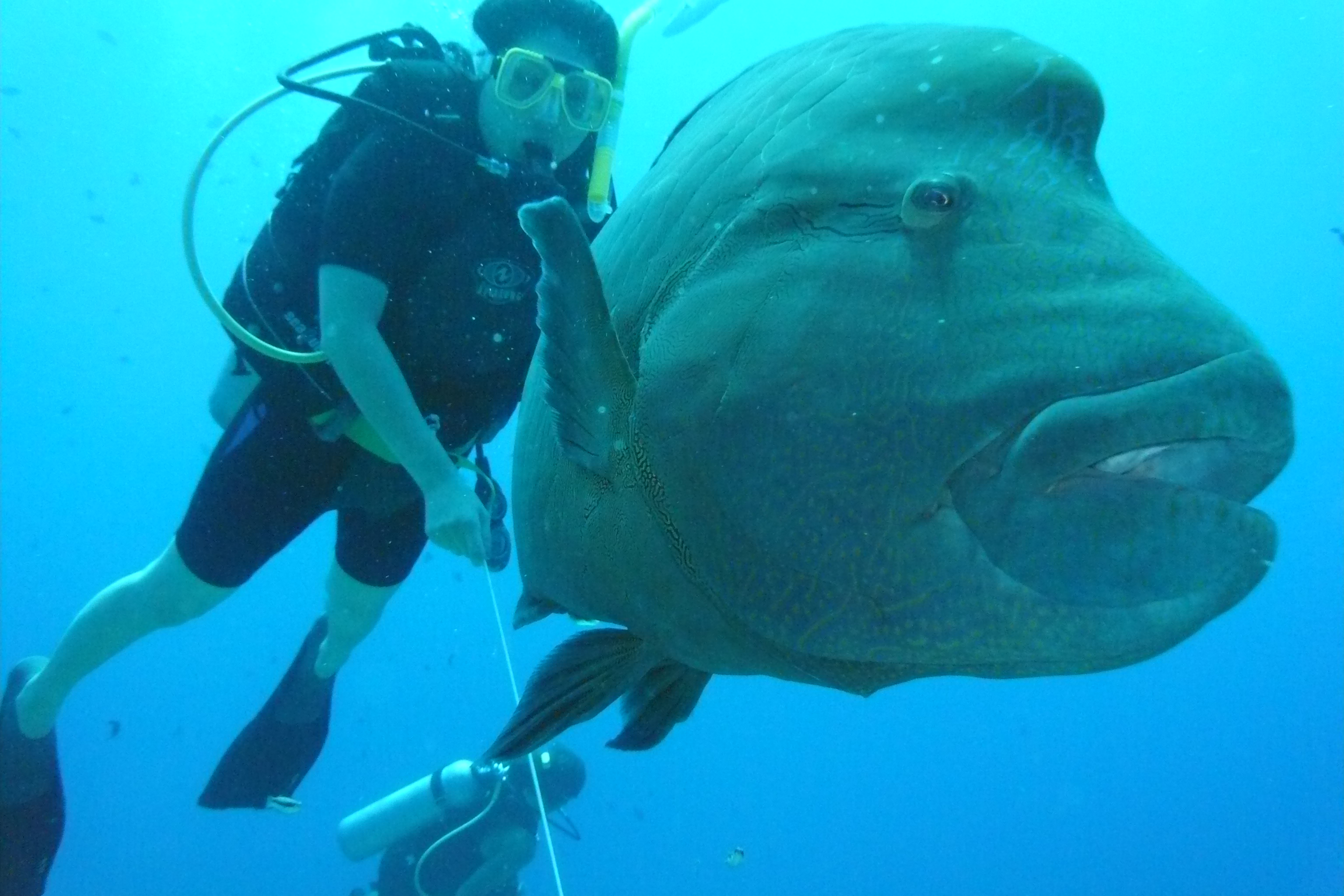
Cheilinus undulatus

A Palaut alkotó szigetcsoportok a Palau-szigetek, a Sonsorol-szigetek, Pulo Anna és Merir. A legnagyobb, lakott szigetek a Palau-lagúnát veszik körül. A teljes lakosság kétharmada egyetlen szigeten, Koror szigeten él. Tőlük délnyugatra, kb. 600 km távolságra több lakott szigetcsoport található, ezek is részei Palau államnak. A fő szigetcsoportról nyugatra található kb. 200 apró, lakatlan sziget, összefoglaló néven Chelbacheb-szigetek. Ez is része az állam területének.

### Domborzat
A szigetek kialakításában egyaránt részes a vulkanikus tevékenység és a korallok építő munkája.

### Éghajlat
Palau egész évben trópusi időjárást élvez. Átlagos középhőmérséklet 27 °C, felhőszakadások az év bármely időpontjában előfordulhatnak. Az átlagos páratartalom 82% körül mozog egész évben.

### Élővilág, természetvédelem
Bár Palau természeti környezete általánosságban még mentes a leromlástól, több ok van az aggodalomra. Ilyen például az illegális halászat robbanóanyag használatával, a szilárd hulladék nem megfelelő elhelyezése Koror szigeten, a homok és a korall kiterjedt kotrása a Palau-lagúnában. A többi csendes-óceáni szigetországhoz hasonlóan potenciálisan jelentős környezeti veszély a globális felmelegedés és az ezzel összefüggő tengerszint-emelkedés. Az alacsonyan fekvő területek víz alá kerülése fenyegeti a part menti növényzetet, a mezőgazdaságot, veszélyezteti az ivóvíz-ellátást. Palauban különben is gond a nem megfelelő vízellátás, és a lakosság méretéhez képest korlátozott a mezőgazdasági terület.

## Történelem
Évezredeken át Palaun matrilineáris társadalom volt. Hagyományosan a föld, pénz és a társadalmi pozíció nőágon öröklődtek. A klánok földje anyáról a legidősebb lányra szállt. Az apaági öröklési rendet a császári Japán vezette be. A második világháború alatt a nemzetségi földeket a japán kormány elkobozta és személyi tulajdonként újraosztotta. A régi rendszer visszaállítására csak erőtlen kísérlet történt.
Palaut 1543-ban fedezte fel Ruy López de Villalobos. Ettől kezdve spanyol területnek számított, de a spanyol uralom jobbára névleges maradt. A Fülöp-szigeteki gyarmati kormányzat volt területileg illetékes. 1885 előtt néhány szigetet Németország szállt meg. A kitört vitában XIII. Leó pápa volt a döntőbíró, aki a szigeteket Spanyolországnak ítélte, de gazdasági koncessziókat adott Németországnak és az Amerikai Egyesült Államoknak.
1898-ban Spanyolország vereséget szenvedett a spanyol–amerikai háborúban. Ekkor eladta csendes-óceáni birtokait Németországnak. A németek Palaut Új-Guineából igazgatták. Megkezdték a foszfát és a bauxit bányászatát. Ez azután is folytatódott, hogy a szigeteket az első világháborúban megszállta a Japán Birodalom. A békekötés után Japán népszövetségi mandátumterületként igazgatta a szigeteket. A japán kormány támogatta japánok és koreaiak letelepedését. Fejlesztették a gazdasági életet, megkezdődött a tonhal és a kopra feldolgozása.
1944-ben amerikai erők foglalták el. 1947-ben a szigetek a Csendes-óceáni Gyámsági Terület része lett, majd 1951-ig az USA haditengerészeti minisztériuma gyakorolta a hatalmat a gyámsági terület felett. 1965-ben felerősödtek az autonómiatörekvések, és 1967-ben tárgyalások kezdődtek az autonómiáról. Az 1978-as népszavazást követően, mivel a lakosság elutasította a megalakuló Mikronéziai Szövetségi Államokhoz való csatlakozást, Palau 1981. január 1-jén az USA autonóm köztársasága lett Belaui Köztársaság néven. Belau és az USA 1982-ben kötötte meg a társulási szerződést, ami kilátásba helyezte a függetlenséget is. Az 1993-ban megtartott népszavazáson megszavazták a függetlenséget, amelyet 1994-ben kiáltottak ki. Az országot Palaui Köztársaság néven vették fel az ENSZ-be, de kül- és hadügyeiért továbbra is az USA a felelős.
2006. október 7-én Ngerulmud (Melekeok állam) lett a főváros.
Magyarország 2017 óta áll diplomáciai kapcsolatban az országgal.
2020. január elsejétől tilos az országban a kereskedelmi forgalomban kapható naptejek, napolajok, krémek használata és értékesítése. A világ első országa, amely a korallzátonyok védelme érdekében meghozta ezt a döntést.

## Államszervezet és közigazgatás

### Közigazgatási beosztás

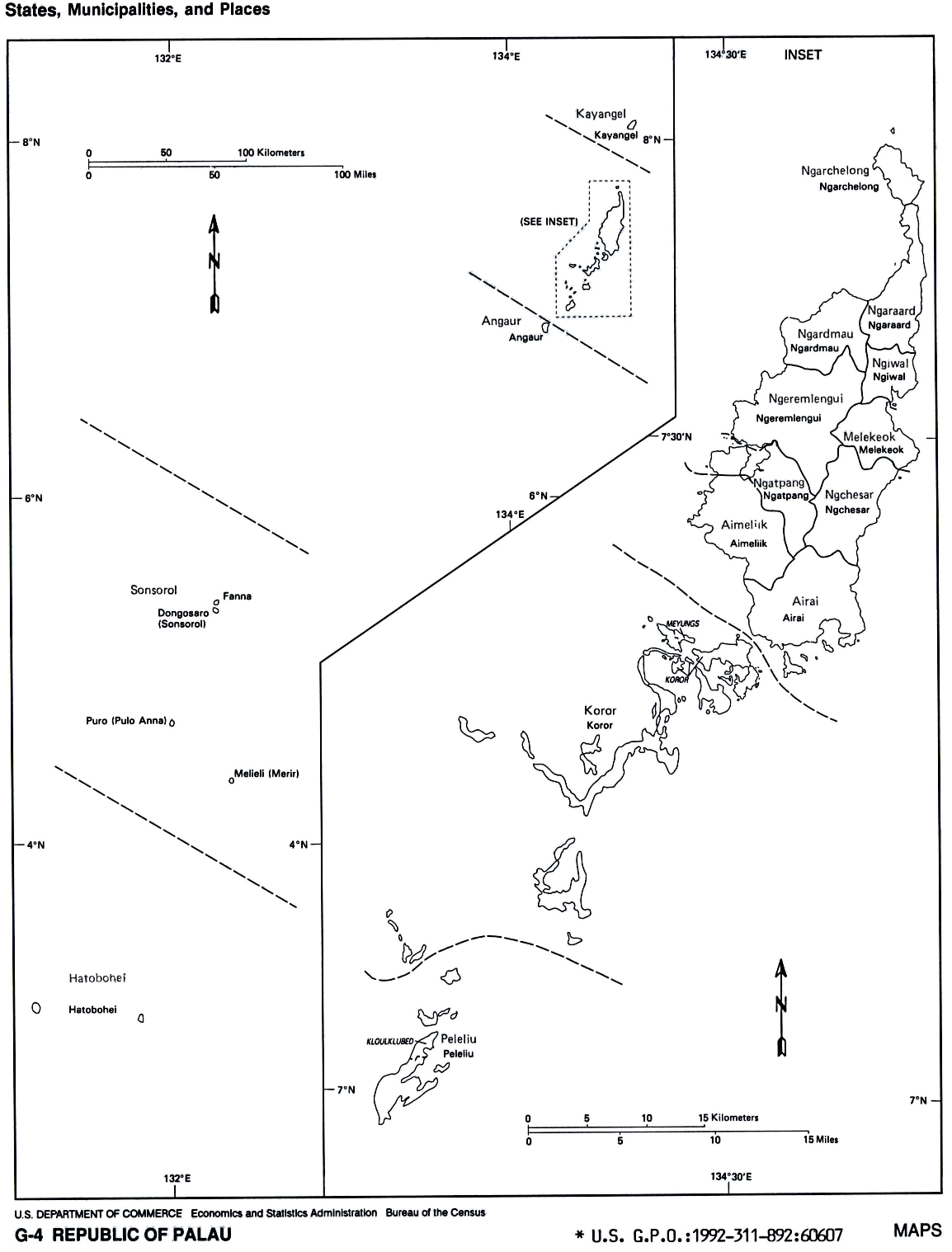
Palau államai

Az országot 16 állam alkotja
| - Aimeliik - Airai - Angaur - Hatohobei - Kayangel - Koror - Melekeok - Ngaraard | - Ngarchelong - Ngardmau - Ngatpang - Ngchesar - Ngeremlengui - Ngiwal - Peleliu - Sonsorol |

## Népesség

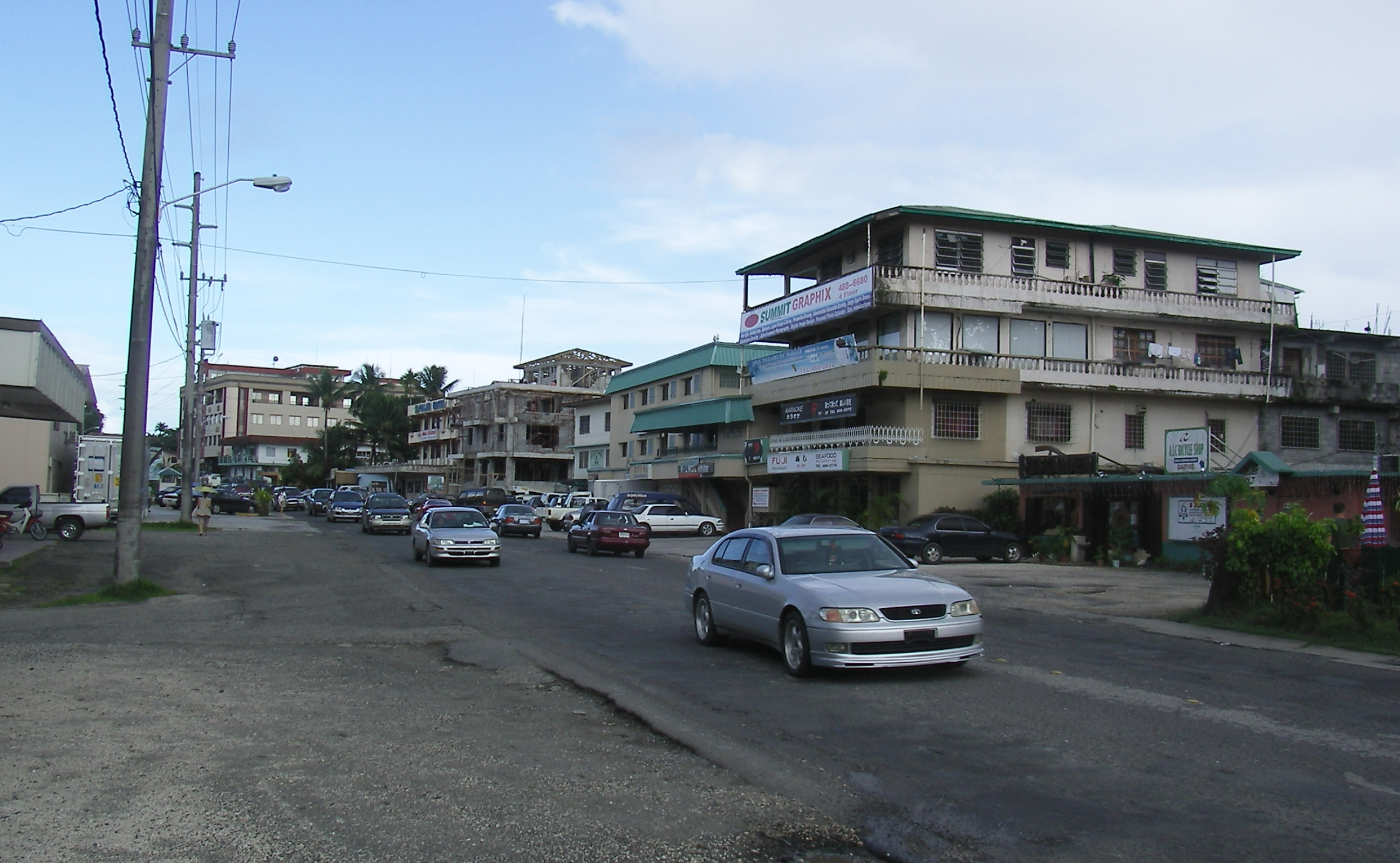
Koror egy utcaképe

### Népességének változása
| Lakosok száma | 9638 | 10 945 | 11 853 | 12 151 | 13 371 | 15 089 | 17 695 | 19 575 | 20 228 | 21 729 |
|               | 1960 | 1966   | 1972   | 1978   | 1984   | 1990   | 1996   | 2002   | 2008   | 2017   |

### Legnépesebb települések
| 1.  | Koror       | 11 346 | Koror        |
| 2.  | Meyungs     | 1275   | Koror        |
| 3.  | Airai       | 960    | Airai        |
| 4.  | Kloulklubed | 531    | Peleliu      |
| 5.  | Ngermechau  | 286    | Ngaraard     |
| 6.  | Chol        | 223    | Ngardmau     |
| 7.  | Melekeok    | 217    | Melekeok     |
| 8.  | Ngaramash   | 135    | Angaur       |
| 9.  | Imeong      | 132    | Ngerchelong  |
| 10. | Ulimang     | 130    | Aimeliik     |
| 11. | Kayangel    | 126    | Kayangel     |
| 12. | Ngerkeai    | 113    | Ngchesar     |
| 13. | Ollei       | 109    | Ngaremlengui |
| 14. | Oikul       | 102    | Ngatpang     |
| 15. | Ngetkip     | 62     | Ngiwal       |
| 16. | Dongosaru   | 24     | Sonsorol     |
| 17. | Hatohobei   | 11     | Hatohobei    |

### Etnikai, nyelvi, vallási megoszlás
A lakosság többsége keresztény: Katolikus (49,4%), protestáns (21,26%), természeti vallások követője (10%), adventista (5,3%), egyéb keresztény (14,04 %).

## Gazdaság

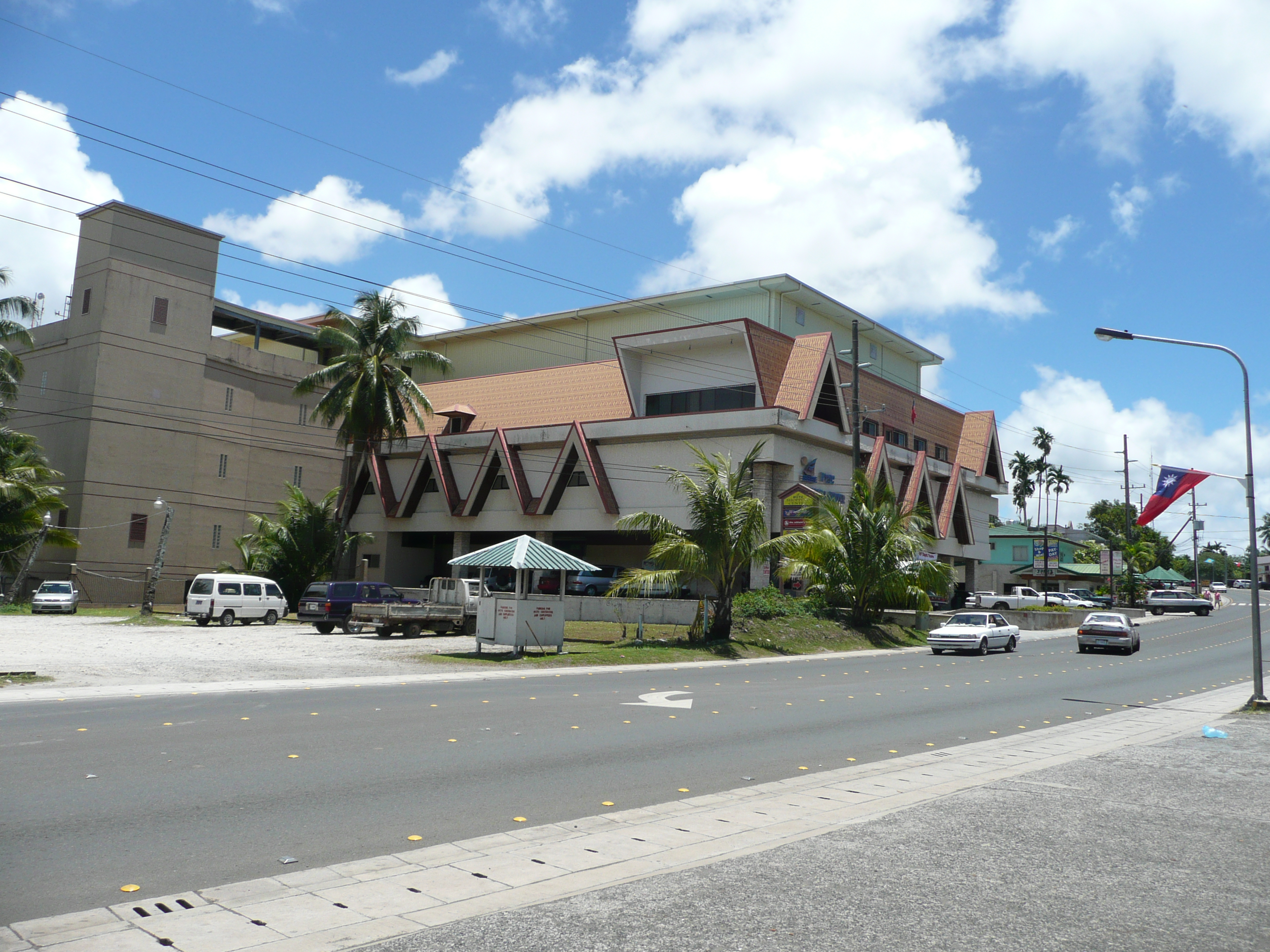
Bevásárlóközpont (WCTC)

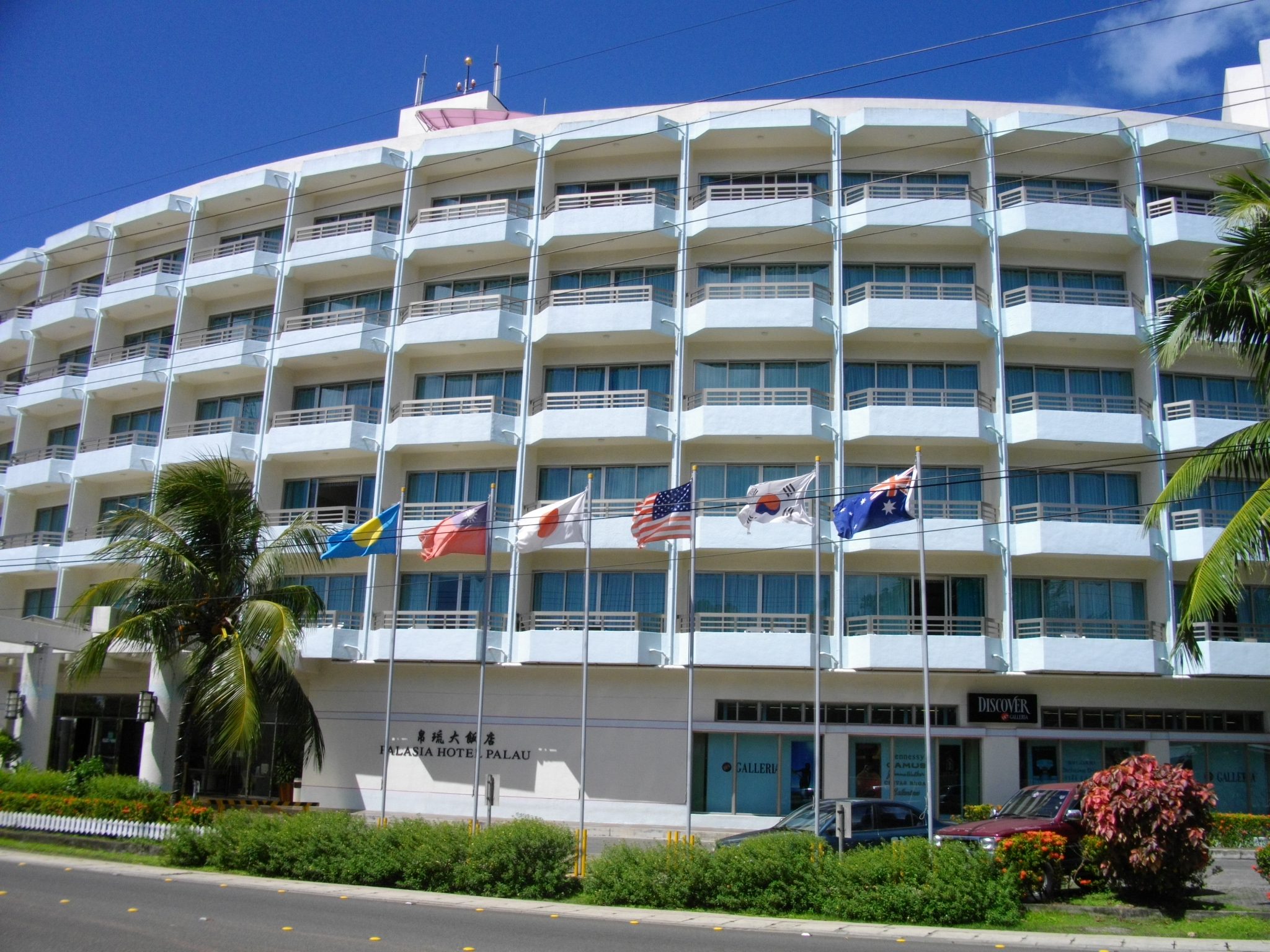
Szálloda (Palasia)

### Általános adatok
A lakosság az idegenforgalmi szolgáltatásokból (szállodák, búvárkodás) tartja el magát. Emellett mezőgazdasági termelést (kókusz, kopra, édesburgonya termesztése) folytatnak. Jelentős a halászat is. Iparát a könnyűipar és kézműipar képviseli.

## Telekommunikáció
| Hívójel prefix | T8 |
| ITU zóna       | 64 |
| CQ zóna        | 27 |

## Kultúra

### Gasztronómia
A partokon sűrűn sorakoznak szabadtéri éttermek és koktélbárok, ahol gyakran külföldi ételeket szolgálnak fel. Ezek lehetnek francia, olasz, kínai, japán és amerikai fogások. A francia konyha a reggeli étkezésben érezteti hatását: fehér sajtot és puha kenyeret fogyasztanak gyakorta reggelire. Akadnak különböző tésztafélék halakkal és tengergyümölcseivel, mint az osztriga, a tonhal és a fehér halhúsok. A fővárosban a leggyakoribbak a halas és más tengeri ételek. Vidéken a pürésített zöldségek vagy levesek népszerűek, amik többek között tarógyökérből készülnek, mely az egyik legfontosabb táplálék, és még sok más különböző ételhez használják. A taró leveléből és kókuszból levest főznek, sőt készülnek taróból chipsek és sütemények. Taró az alapanyaga a palusami nevű hawaii eredetű ételnek.
Egyéb fontos adalékok a rizs, fűszerek, húsok (pl. marha), banán, fokhagyma.

## Turizmus

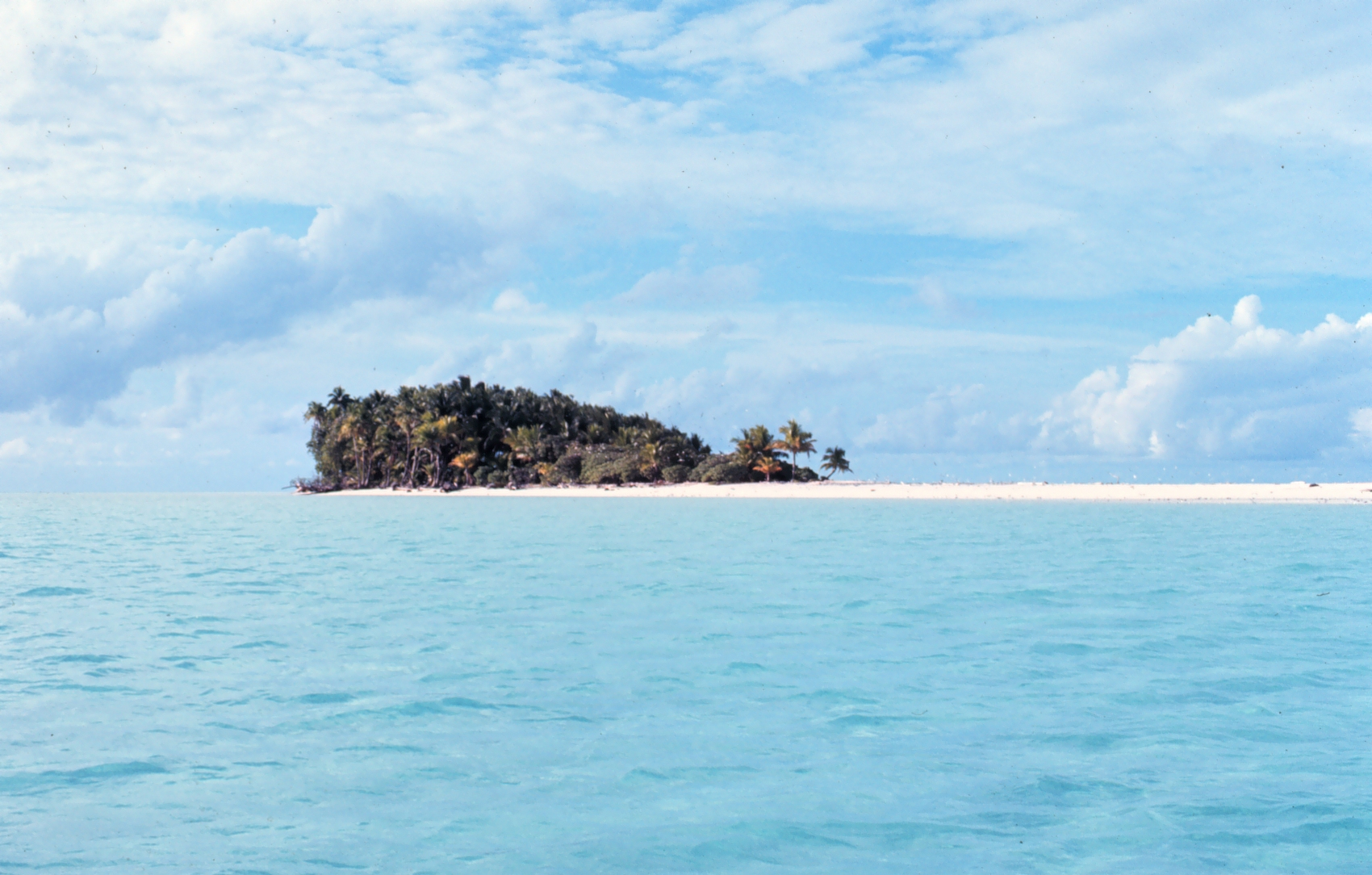
Egy a sok apró sziget közül, Helen Island

## Ünnepek
- július 9.,az alkotmány napja (1979 óta)

## Érdekességek
- Palau az egyik fő színhelye Kőhalmi Zoltán magyar humorista 2021-ben kiadott, Az utolsó 450 év című komikus-futurisztikus regényének, mely a Föld elképzelt utolsó 450 éves történetéről szól, azon belül is középpontba állítva a kommunális hulladék feldolgozásának egyre súlyosbodó problémáit.